# Sant'Ambrogio sul Garigliano
Sant'Ambrogio sul Garigliano es un municipio italiano situado en la provincia de Frosinone, en la región del Lacio. Tiene una población estimada, a fines de mayo de 2023, de 876 habitantes.

## Evolución demográfica
| Gráfica de evolución demográfica de Sant'Ambrogio sul Garigliano entre 1861 y 2023 |
|                                                                                    |
| Fuente: ISTAT - Elaboración gráfica de Wikipedia                                   |